# 音楽雑誌
音楽雑誌（おんがくざっし）は、音楽と音楽文化を主なテーマとした雑誌である。音楽専門誌はほぼ同義。この種の雑誌が典型的に収録している内容には、音楽ニュース、インタビュー、紹介記事、音楽評論、エッセイ、ディスク評（レコード評）、コンサート評、写真などが含まれ、時には録音物を収めた媒体が付録とされることもある。
新聞に準じた体裁となっているものについては、音楽新聞、音楽紙などと称される場合もある。

## 著名な音楽雑誌

### イギリス
イギリスでは、音楽雑誌が非常に多く出版されているが、『ニュー・ミュージカル・エクスプレス』（NME）が1952年の創刊以来、最大の発行部数をもっている。『NME』には、1926年創刊とさらに歴史が古い『メロディ・メイカー』という競合誌が長らく存在していたが、インターネット上の音楽情報サイトが興隆して発行部数が減少していく中、『メロディ・メイカー』は『NME』に吸収される形で廃刊となった。この他にも、『セレクト』（Select）や『サウンズ』（Sounds）をはじめ、いくつかの音楽雑誌が1990年から2000年にかけて廃刊となった。その後も刊行されているイギリスの音楽雑誌としては、『Q』、『ケラング!』、『モジョ』などがあり、これら3誌はいずれもかつてはEMAP（アセンシャルの前身）が刊行していたが、その後はバウアー・メディア・グループが刊行している。ロックではなくポップ・ミュージックに焦点を当て、より若い世代を対象とする雑誌には、すでに廃刊した『スマッシュ・ヒッツ』（Smash Hits）や、英国放送協会 (BBC) の『トップ・オブ・ザ・ポップス』（Top of the Pops）があり、後者は発行の契機となっていたテレビ番組の放送終了後も刊行が続けられた。
イギリスで最も歴史が長い音楽雑誌は、1903年にクリフォード・エセックスによって創刊された『BMG』である。誌名の『BMG』は、バンジョー、マンドリン、ギターの頭文字であり、フレット付きの弦楽器に関する最古の雑誌であり、積極的にあらゆる種類のアコースティック楽器類の普及に取り組んでいる。

### アメリカ合衆国
アメリカ合衆国の主要な音楽雑誌には、『ローリング・ストーン』（1967年創刊）、『ダウン・ビート』（1934年創刊）、『スピン』（1985年創刊）などがある。中でも『クラッシュ』（Clash）は、2004年に「今年の音楽雑誌 (Music Magazine of the Year)」に選ばれ、またイギリスのオンライン音楽サイトとしても2位の規模となっている。同誌は、PPAスコットランド賞 (PPA Scotland Awards) においても「今年の雑誌」とされた。『オルタナティヴ・プレス』は、アンダーグラウンドをカバーするだけでなく、ポップ・パンク、ポスト・ハードコア、メタルコアなども取り上げている。
なお、一般的な音楽愛好家向けではなく、音楽業界関係者を主な読者とする『ビルボード』は、「間違いなく現存する最大の音楽誌」とされることもあるが、そのチャートは他の紙媒体や放送を通じて広く普及しているものの、通常の音楽雑誌と同列には扱われないこともある。同様に、もっぱら掲載する音楽チャートによって知られていた『ラジオ&レコーズ』、『キャッシュボックス』、『レコード・ワールド』（Record World）などにも同じような事情があてはまる。なお、アメリカ合衆国における、音楽雑誌が編集する音楽チャートの先駆的事例として、1939年に読者による投票でジャズの年間トップ・インストゥルメンタリストを選定した『メトロノーム』が言及されることがある。『ビルボード』が音楽チャートを掲載し始めるのは1940年からであるが、これより早い1936年1月4日付には、独自の集計ではなく、各レコード会社から提供されたデータに基づいた、レコード会社ごとのトップ10を記事として掲載していた。

### ドイツ
ドイツを中心としたドイツ語圏では、いち早く18世紀後半から音楽雑誌が存在していたが、特に1815年から1914年の100年間は、音楽雑誌が数多く創刊され、音楽に関する情報の流通が拡大し、音楽ジャーナリズムが形成された時期であった。中でも『アルゲマイネ・ムジカリッシェ・ツァイトゥング』（1798年創刊、中断を挟んで1882年に廃刊）は、初期から1,000部ほどが発行されており、当時の音楽雑誌としては抜群の規模であった。また、この時期に創刊された雑誌の中には、『新音楽時報』（1834年創刊）のように現在まで長く刊行が継続されているものもある。

### フランス
クラシック音楽の雑誌の中では、『ディアパソン』（Diapason）がフランスで最もよく読まれている。

### 日本
日本の音楽雑誌としては、1890年（明治23年）に創刊された『音楽雑誌』が最初の事例とされる。その後、20世紀に入ると音楽雑誌の種類も増え、取り扱われる音楽のジャンルもポピュラー音楽系のものも含めて多様化が進んだ。
しかし第二次世界大戦期には、1941年（昭和16年）10月の内閣情報局による統制により、国内の音楽雑誌は、山根銀二が設立した音楽評論社刊行の総合音楽雑誌『音楽公論』と音楽之友社刊行の『音楽之友』、レコード音楽を扱うレコード文化社刊行の『レコード文化』、厚生音楽雑誌『吹奏楽』と『国民の音楽』、音楽ニュース誌『音楽文化新聞』の6誌に整理統合された。

さらに1943年（昭和18年）の第二次音楽雑誌統合令により、音楽雑誌の出版社は統合会社の日本音楽雑誌株式会社（現：音楽之友社）に一本化され、音楽雑誌は『音楽文化』（『音楽芸術』の前身」）と『音楽知識』（『音楽之友』の前身）の2誌に統合された。
終戦後は日本でも出版事業が自由化され、多様な音楽雑誌が刊行されるようになった。1980年代には「日本は...音楽雑誌の数では恐らく第1位」と言われるほどの業界の発展を見た。
インターネットが普及し始めた1990年代後半以降は、それまで音楽雑誌がもっぱら扱ってきた音楽文化に関する情報がウェブサイトから供給されるようになる。そのため出版不況や雑誌不況、活字離れの中で、多くの音楽雑誌が休刊・廃刊に追い込まれていくこととなる。

## カバーマウント：付録CD
一部の音楽雑誌には、業界では「covermount」（「カバーマウント」＝「表紙に装着してあるもの」の意）と称される無料のアルバム（通常は Various Artists によるトラックの編集盤）が付録とされている。こうした付録は、1980年代にイギリスの雑誌『スマッシュ・ヒッツ』が始めた無料ソノシートが先駆とされ、やがて1990年代にミックステープやCDとなり、その後は『ニュー・ミュージカル・エクスプレス (NME)』や『モジョ』がカバーのコンピレーションを付録とするようになった。
収録されるトラックは、関係するレコード会社から許可を受けたもので、通常は宣伝目的でこのような形でリリースされる。